# 西塚泰美
西塚泰美（日语：／ Nishizuka Yasutomi，1932年7月12日—2004年11月4日 ），ForMemRS，日本醫學家、生化學家，曾任神戶大學校長及榮譽教授等。日本學士院會員。文化勳章表彰。文化功勞者。追贈從三位，授銀杯一組。
西塚教授是蛋白激酶C的發現者，也是日本人第2位沃爾夫醫學獎得主、第3位拉斯克基礎醫學研究獎得主。由於其已经逝世，已無緣角逐諾貝爾獎。

## 生平
1932年7月12日，西塚泰美誕生於日本兵庫縣蘆屋市，成長於愛知縣名古屋市，京都大學醫學部畢業（1957年）。醫學博士（京都大學；1963年）。
歷任京都大學醫學部助手、洛克菲勒大學客座研究員、神戶大學教授、哈佛大學客座教授、華盛頓大學客座教授、神戶大學校長、京都大學教授等職。
西塚泰美的指導老師早石修是沃爾夫醫學獎首位日本人得主。西塚亦曾獲得同一獎項與多國醫學最高獎。

## 貢獻
- 發現蛋白激酶C
- 闡明訊息傳遞通過細胞膜的分子機制[3]，對生命科學的進展影響甚鉅

## 榮譽
- 1975年 - 松永獎（日语：松永賞）
- 1982年度 - 武田醫學獎（日语：武田医学賞）[4]
- 1986年 - 朝日獎
- 1986年 - 日本學士院獎
- 1987年 - 文化功勞者
- 1988年 - Sloan Prize（美國癌研究獎）
- 1988年 - Alfred獎
- 1988年 - 文化勳章
- 1988年 - 蓋爾德納國際獎
- 1989年 - 拉斯克基礎醫學研究獎
- 1990年 - 英國皇家學會外籍會員[5]
- 1992年 - 京都獎（基礎科学部門）
- 1992年 - ブレメンダル賞
- 1994年 - 沃爾夫醫學獎

（中略）
- 2003年～2004年 - 湯森路透引文桂冠獎
- 2004年 - 叙從三位、授銀杯一組